# スナーク狩り (宮部みゆき)
『スナーク狩り』（スナークがり）は、1992年6月に光文社から刊行された宮部みゆきのサスペンス小説。タイトルはルイス・キャロルの散文詩『スナーク狩り』から引用された。
1992年11月に朝日放送制作・テレビ朝日系で、2012年5月にTBS系でテレビドラマ化された。
また、オオイシヒロト作画で漫画化されている。

## あらすじ
元恋人から結婚式の招待状を受け取った慶子は、屈辱に怒りを覚える。復讐のためにある準備を整えて結婚式に向かう慶子。一方、釣具店勤務の織口は慶子が趣味で銃を持っていることを知り、ある計画を実行に移す決断をする。完全な計画のはずが思いがけない出来事で思いがけない事態に。修治は、復讐を止めるために慶子を追いかける。

## 書誌情報
- 単行本
  - 1992年6月[1]、光文社〈カッパ・ノベルス〉、ISBN 978-4334029845
- 文庫本
  - 1997年6月[6]、光文社文庫、ISBN 978-4334724092
  - 2011年7月20日[7]、光文社文庫プレミアム、ISBN 978-4334749705
- 漫画
  - 原案・宮部みゆき、漫画・オオイシヒロト『スナーク狩り』、新潮社〈BUNCH COMICS〉、

  1. 2008年8月[3]、ISBN 9784107714121
  2. 2008年11月[4]、ISBN 9784107714305
  3. 2009年2月[5]、ISBN 9784107714565

## テレビドラマ

### 1992年
『運命の銃口 東京〜金沢500キロ・愛と憎しみの旅路』のタイトルで、朝日放送の制作により、テレビ朝日系「土曜ワイド劇場」にて1992年11月21日に放送された。

#### キャスト
- 緒口 邦男 - 田中邦衛
- 関沼 慶子 - 麻生祐未
- 神谷 佐智子 - 風吹ジュン
- 佐倉 修治 - 杉本哲太
- 国分 範子 - 小川範子
- 国分 慎介 - 冨家規政
- 神谷 ゆかり - 橋本さつき
- 桶川（刑事） - 左右田一平
- 野上 裕美 - 田中雅子
- 大井 善彦 - 長岡尚彦
- 井口 麻須美 - 立原ちえみ
- 横田 静枝 - 有吉ひとみ
- 瀬木 保 - 掛田誠
- 黒沢（刑事） - 坂西良太
- 松風はる美、飯島美穂、沼崎悠、山崎満、木下ほうか、おやま克博　ほか

#### スタッフ
- 監督 - 降旗康男
- 脚本 - 鴨井達比古
- 音楽 - 岩間南平
- 撮影 - 林淳一郎
- 照明 - 前原信雄
- 美術 - 澤田清隆
- 録音 - 今井善孝
- 編集 - 飯塚勝
- 助監督 - 野崎邦夫
- ガンエフェクト - ブロンコ
- カースタント - TA・KA
- ポスプロ - 映広
- 現像・テレシネ - 東京現像所
- プロデューサー - 佐久間博（松竹芸能）、木村正人（松竹芸能）、杉本宏（朝日放送）、辰野悦央（朝日放送）、依田正和（朝日放送）
- 制作 - 松竹芸能、朝日放送

### 2012年
2012年5月14日にTBS系の『月曜ゴールデン』枠でTBSスペシャルドラマ企画 『宮部みゆき 4週連続“極上”ミステリー』第2夜として放送される。主演は伊藤淳史。

#### キャスト
- 佐倉 修治 - 伊藤淳史（幼少期：木村聖哉）
- 関沼 慶子 - 田中麗奈
- 神谷 尚之 - 宮川大輔
- 国分 慎介 - 水上剣星
- 国分 範子 - 夏菜
- 国分 妙子 - 宮田早苗
- 黒沢 美香 - 菊池亜希子
- 大島 義彦 - 與真司郎 （AAA）
- 桶川 勝男 - 寺島進
- 織口 ユイ - 房みどり
- 織口 邦男 - 柄本明

#### スタッフ
- 原作 - 宮部みゆき「スナーク狩り」（光文社）
- 企画協力 - 河野治彦（大沢オフィス）
- 脚本 - 薬師寺叡子
- 監督 - 藤木大介
- 演出 - 山室大輔
- 演出補 - 谷口和彦、高橋愛
- サウンドデザイン - 石井和之
- 音楽コーディネート - 溝口大悟
- オープニングテーマ - ゲイリー芦屋
- Bカメ - 関毅
- CG - 鳥尾美里、小垣貴裕
- 合成 - 赤羽勇起、山本英文、佐々木良太、池和田貴之、中川洋一朗
- アクション監督 - 高槻祐士（STUNT JAPAN）
- ガンエフェクト - 納富喜久男（ビッグショット）
- 釣り指導 - 望月和美
- 警察監修 - 伊藤鋼一
- 書籍協力 - 「スナーク狩り」新書館、「Fly Fisher」つり人社、フライの雑誌社
- プロデューサー - 津留正明、塚原あゆ子、橘康仁（ドリマックス）、浅野敦也
- 制作協力 - ドリマックス・テレビジョン[9]
- 製作著作 - TBS